# Slingsby T-67 Firefly
Lo Slingsby T67 Firefly è un monomotore biposto da addestramento ad ala bassa e capacità acrobatiche sviluppato dall'azienda aeronautica britannica Slingsby Aviation.
Disegnato nei primi anni settanta dall'ingegnere francese René Fournier, che lo commercializzò come Fournier RF-6, la licenza di produzione del progetto originale venne in seguito venduta all'azienda britannica che ne ricavò una variante realizzata in materiali compositi.
Destinato sia al mercato dell'aviazione generale che quello militare, venne acquistato da un buon numero di forze armate mondiali tra cui le United States Armed Forces, le forze armate degli Stati Uniti d'America, dove in base alle loro convenzioni di designazione viene identificato come T-3A Firefly.

## Utilizzatori

### Militari
Bahrein
- Royal Bahraini Air Force

al 2011 operava con tre T67M-260
 Belize
- Belize Defence Force Air Wing

al 2011 operava con un singolo T67M-260
 Giordania
- Al-Quwwat al-Jawwiyya al-malikiyya al-Urdunniyya

16 T-67M-260 consegnat, 8 in servizio al gennaio 2020.
 Paesi Bassi
- Koninklijke Luchtmacht

#### Militari fuori servizio
Canada
- Canadian Forces

 Hong Kong
- Royal Hong Kong Auxiliary Air Force

 Regno Unito
- British Army
- Royal Air Force
- Royal Navy

 Stati Uniti
- United States Air Force

### Civili
Hong Kong
- Royal Hong Kong Auxiliary Air Force/Hong Kong Government Flying Service

operò con quattro T-67M-200, tutti ritirati dopo il 1996.
  Hong Kong
- Hong Kong Aviation Club

utilizzati per l'addestramento acrobatico dei piloti.
 Nuova Zelanda
- Auckland Aero Club

un T67B utilizzato per l'addestramento acrobatico dei piloti.
- North Shore Aero Club

un T67M200 utilizzato per l'addestramento acrobatico dei piloti.
 Regno Unito
- Swift Aircraft purchased 21 Slingsby T.67M260 Aircraft from Babcock Defense Services in June 2011, to be offered for sale or lease.[6]

 Turchia
- Türk Hava Kurumu

almeno un T67M200 utilizzato per la formazione basica dei piloti per il conseguimento della licenza di pilota di linea (ATPL).
- FTEJerez

un T67 utilizzato per la formazione avanzata dei piloti già in possesso di licenza.